# Seznam chráněných území v okrese Bratislava I
Toto je seznam chráněných území v okrese Bratislava I aktuální k roku 2015, ve kterém jsou uvedena chráněná území v oblasti okresu Bratislava I.
| Kód | Obrázek           | Typ | Název             | Rozloha (ha) | Galerie Commons                                    | Popis území | Souřadnice                     |
| --- | ----------------- | --- | ----------------- | ------------ | -------------------------------------------------- | ----------- | ------------------------------ |
| 903 | Borovicový lesík  | CHA | Borovicový lesík  | 0,8012       | Kategorie „Borovicový lesík“ na Wikimedia Commons  |             |                                |
| 904 | Bôrik             | CHA | Bôrik             | 1,4284       |                                                    |             |                                |
| 48  | Horský park       | CHA | Horský park       | 22,9615      | Kategorie „Horský park“ na Wikimedia Commons       |             |                                |
| 994 | Zeleň pri Vodárni | CHA | Zeleň pri Vodárni | 0,2348       | Kategorie „Zeleň pri Vodárni“ na Wikimedia Commons |             | 48°9′11″ s. š., 17°5′41″ v. d. |